# Karmir-Blour
Karmir-Blour (arménien : Կարմիր Բլուր) ou Colline rouge est une colline située en Arménie à l'ouest d'Erevan, sur la rive gauche de la rivière Hrazdan. Sur cette colline de Karmir-Blour ont été découverts d'anciens lieux de peuplement ainsi que la ville-forteresse Teishebani d'Urartu.
La colline a attiré l'attention des archéologues en 1936, quand le géologue A. P. Demekhine, en étudiant le basalte de la rivière Hrazdan, y a découvert une pierre portant des inscriptions cunéiforme. Les travaux de reconnaissance qui ont immédiatement suivi ont révélé un vaste village antique. Depuis 1939 Karmiг-Blour est devenu un lieu de fouilles archéologiques systématiques.